# Kieler Hanse-Kogge
Le Kieler Hanse-Kogge ou  Hanse Kogge  est une réplique d'un kogge de 1380 dont l'épave a été trouvée en 1962 près de Brême. Elle est exposée au musée maritime de Kiel, son  port d'attache en Allemagne.

C'est un bâtiment à coque, pont et mât en bois. Il ne  navigue qu'avec une seule voile carrée. Cette réplique est différente de l'Ubena von Bremen de Bremerhaven et le Roland von Bremen de Brême.

## Histoire
Sa construction a commencé dès 1987 dans le cadre d'un programme de création d'emploi dans un projet de fabrication d'une réplique d'un kogge, typique de la région de Kiel.
Son lancement a été effectué en 1989. Cette réplique de bateau marchand médiéval participe à de nombreux rassemblements maritimes en mer du Nord et Baltique. Elle navigue seulement au vent portant car, avec une seule voile carrée remonter au vent est quasi impossible.
Kogge est le type de ce bateau médiéval. La Hanse était une organisation commerciale entre des ports de l'Europe du Nord et de la Baltique, des Pays-Bas aux Pays Baltes. Kieler est un adjectif qui, en allemand, désigne ce qui  a rapport à la ville de Kiel.
Elle participe au Hanse Sail de Rostock, au semaine de Kiel. Elle a aussi participé  au Fêtes maritimes de Brest Brest 2004. 